# Šošonski
Shoshonean.-  Porodica ili dio porodice Juto-Asteci, Velike porodice Aztec-Tanoan, koja obuhvaća jezike Indijanaca Shoshoni, Ute, Paiute, Northern Paiute, Bannock, Serrano, Gabrieleño, Juaneño, Luiseño, Cupeño, Nicoleño, Vanyume, Alliklik, Comanche, Kawaiisu, Koso, Gosiute, Weber Ute, Hopi, Tübatulabal, Wind River, Chemehuevi, Mono, Cahuilla, Aguas Calientes, Owens Valley Paiute, Walpapi.
Jezici šošonskog roda granaju se na 4 glavne skupine i ima ih (13), to su:
- 1) Numic ili Plateau Shoshonean sa
  - a) Southern Numic (prije nazivana Ute-Chemehuevi): Chemehuevi, Kawaiisu, Paiute, Panamint, Ute.
  - b) Central Numic (prije nazivana Shoshoni-Comanche): Comanche, Gosiute, Shoshoni
  - c) Western Numic (prije nazivana Mono-Paviotso): Mono, Paviotso, Bannock.
- 2) Tübatulabal, nazivana i Kern River Shoshonean.
- 3) Hopi
- 4) Takic (prije nazivana Southern California Shoshonean). Grana se na:
  - a) Cupan (prije nazivana Luiseño-Kawia)
    - Cahuilla-Cupeno
      - Aguas Calientes
      - Cahuilla
      - Cupeño

    - Luiseño
      - Luiseño
      - Juaneño (Acjachemen)

  - b) Serrano-Gabrielino 
    -       - Gabrieleño (Tongva)
      - Fernandeño
      - Gabrieleño
      - Nicoleño

    - Serrano
      - Alliklik (Tataviam)
      - Kitanemuk
      - Serrano (pl. Serranos)
      - Vanyume

## Vanjske poveznice
- Ethnologue (14th)
- Ethnologue (15th)
- Shoshonean Indian Family History
- Shoshonean Family